# Julia Bergshoeff
Julia Bergshoeff (14 de agosto de 1997) es una modelo neerlandesa.  Fue descubierta en abril de 2013 por un agente de Ulla Models y ahora figura en la lista de las "Top 50 Modelos Femeninas" por Models.com. Durante su primera temporada fue exclusiva de Prada y Miu Miu e hizo su debut en la pasarela de Prada primavera/verano 14 en Milán.

## Vida y carrera
Bergshoeff nació en la pequeña ciudad de Papendrecht en los Países Bajos. Después de ser descubierta mientras iba de compras con amigos, Julia firmó un contrato con la agencia neerlandesa Ulla Models e inmediatamente se convirtió en una de las modelos más codiciadas después de desfilar como exclusiva de Prada y Miu Miu.  Ha aparecido en desfiles de Alexander McQueen, Burberry Prorsum, Calvin Klein, Chanel, Céline, Coach, Dior, Dolce & Gabbana, Donna Karan, Fendi, Givenchy, Jason Wu, Jil Sande, Lanvin, Louis Vuitton, Marc Jacobs, Marni, Narcisco Rodriguez, Prabal Gurung, Proenza Schouler, Salvatore Ferragamo, Valentino, y Vera Wang, entre otros.
Su primera campaña fue para Prada primavera/verano 14, seguida de apariciones en Gucci Cruise 2015 y la campaña de Proenza Schouler otoño/invierno 2014.  La siguiente temporada Julia ya era rostro de Proenza Schouler y apareció en campañas de Coach, COS, DSquared2, Mango Denim, Adolfo Dominguez, y Salvatore Ferragamo en 2015.
Bergshoeff ha aparecido en las portadas de Intermission Magazine (primavera/verano 2015), NY Times Style Magazine (verano 2015), Vogue Países Bajos (abril y junio de 2015), y Vogue Alemania (septiembfe de 2015).
Después de un exitoso comienzo de carrera, Bergshoeff se tomó un descanso durante ka temporada otoño/invierno 2015. Volvió cimo una de las modelos de la campaña primavera/verano de Zara 2016 y volvió a la pasarela como exclsuiva de New York Fashion Week abriendo Proenza Schouler otoño/invierno 2016.